# Red Light Spells Danger
Red Light Spells Danger (ook wel bekend als Red Light) is een nummer van de Britse soulzanger Billy Ocean uit maart 1977.

## Achtergrond
"Red Light Spells Danger" gaat over een man die zich vroeger als vrijgezel vrij voelde als een vogel. Maar nu hij verliefd is geworden kan hij zijn geliefde niet weerstaan. Het 'rode licht' symboliseert gevaar en waarschuwt hem dat hij het niet lang kan volhouden zonder zijn geliefde. Hij voelt zich als een kind dat om zijn moeder roept als hij niet bij haar is, en hij voelt de hitte van hartstocht in hem branden.
De plaat werd in een aantal landen een hit. Zo bereikte de plaat in Oceans' thuisland het Verenigd Konkinkrijk de 2e positie in de UK Singles Chart. In Duitsland werd de 15e positie behaald en in Nieuw-Zeeland de 14e. 
In Nederland was de plaat op vrijdagavond 8 april 1977 de 385e Veronica Alarmschijf in haar destijds 1 uur zendtijd op Hilversum 3 en werd een hit in de destijds twee landelijke hitlijsten op de nationale publieke popzender. De plaat bereikte de 12e positie in de Nederlandse Top 40 en piekte op de 11e positie in de Nationale Hitparade. In de op Hemelvaartsdag 27 mei 1976 gestarte Europese hitlijst op Hilversum 3, de TROS Europarade, werd géén notering behaald.
In België bereikte de plaat de 9e positie in de voorloper van de Vlaamse Ultratop 50, de 4e positie in de Vlaamse Radio 2 Top 30 en de 14e in de voorloper van de Waalse Ultratop 50.
In de sinds december 1999 jaarlijks uitgezonden NPO Radio 2 Top 2000 van de Nederlandse publieke radiozender NPO Radio 2 stond de plaat uitsluitend in 2000 en 2002 in de lijst der lijsten genoteerd, met als hoogste notering een 1627e positie in 2000.

## Tracklijst
- 7 vinylsingle"

1. "Red Light Spells Danger" - 3:33
2. "Sweet Memories" - 4:27

## NPO Radio 2 Top 2000
| Nummer met noteringen in de NPO Radio 2 Top 2000 | '00  | '01 | '02  |
| ------------------------------------------------ | ---- | --- | ---- |
| Red Light Spells Danger                          | 1627 | -   | 1770 |

1. ↑  Een '-' betekent dat het nummer niet was genoteerd en een vetgedrukt getal geeft de hoogste notering aan.
2. ↑  2000 was het eerste jaar met een notering voor dit nummer.
3. ↑  Deze tabel is bijgewerkt tot en met de laatste editie (2024).